# بالديسيرو كانافيز
بالديسيرو كانافيزي (بالإيطالية: Baldissero Canavese) هي كومونا (بلدية) في مدينة تورينو في المنطقة الإيطالية بيدمونت ، على بعد حوالي 40 كيلومتر (25 ميل) تقريبا من شمال تورينو.